# Vaixell llançamíssils

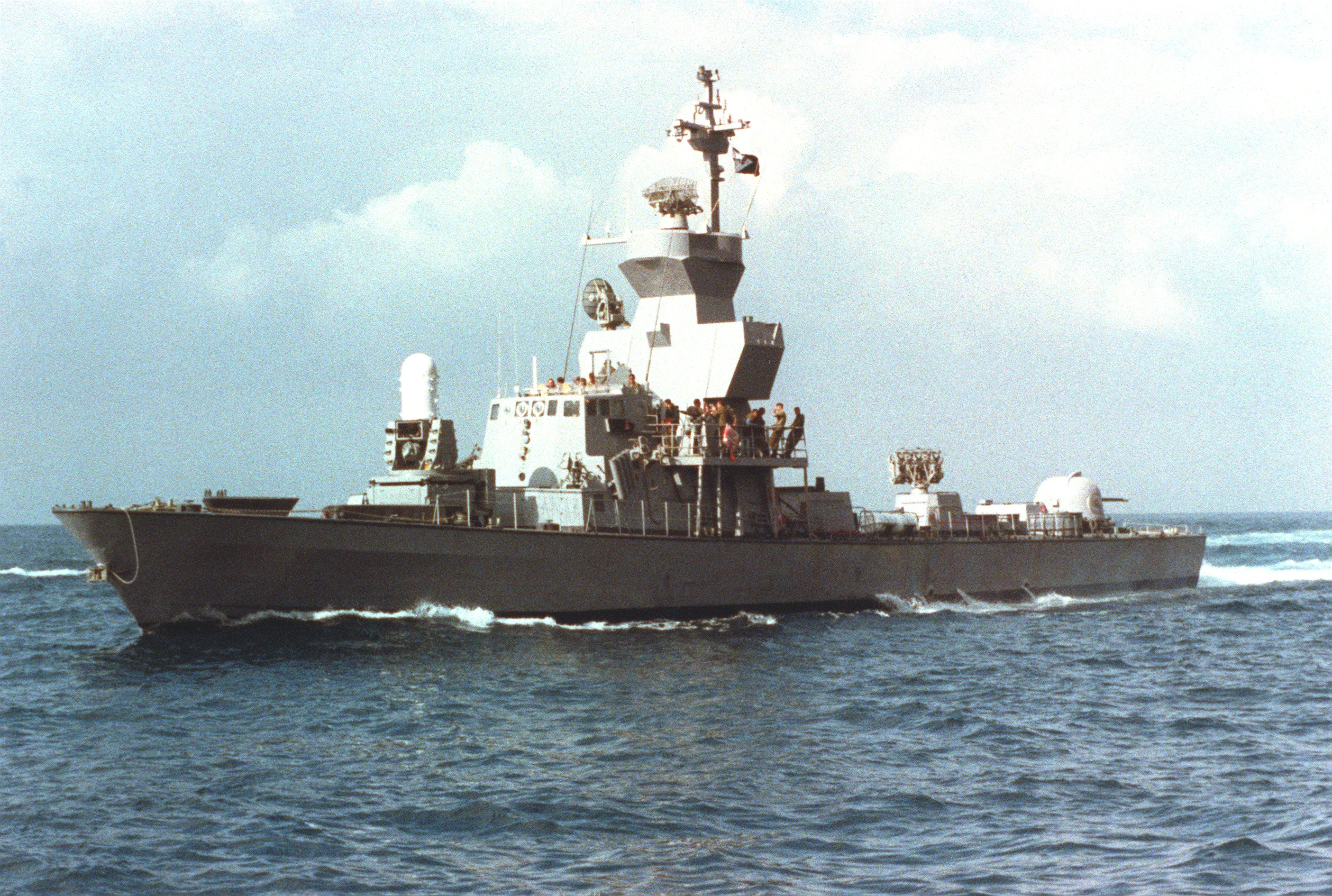
Llanxa llançamíssils Saar 05/04. Allunyat a la dreta, un canó de 76 mm, al centre llançadors de míssils antivaixell; a l'esquerra sistema antiaeri Phalanx CIWS de calibre 20 mm.

Un vaixell llançamíssils, anomenat també llanxa llançamíssils, és un vaixell de guerra ràpid i lleuger armat amb míssils antivaixell. Ja que són vaixell de poca eslora i tonatge i, per tant, menys cars de construir i mantenir, els vaixells llançamíssils són populars en les nacions que no tenen recursos per a mantenir una gran flota de guerra. Són similars al concepte al dels torpediners de la Segona Guerra Mundial, petits vaixells de guerra capaços de causar danys importants a naus molt més grans gràcies a l'armament utilitzat (torpedes o míssils). De fet els primers vaixells llançamíssils eren torpediners modificats tot substituint dos o més tubs llançatorpedes per sistemes de llançament de míssils.
La doctrina de la utilització de vaixells llançamíssils està basada en el principi de mobilitat de la defensa, aprofitant la seva gran velocitat i petita mida per acostar-se ràpid sense ser detectats i poder llançar els míssils sense exposar-se a l'enemic. L'aparició de míssils i la tecnologia de contramesures electròniques portaren al desenvolupament del vaixell llançamíssils, perquè un míssil és molt més precís que un torpede i pot penetrar i danyar en major mesura els cascs de vaixells de guerra. Els vaixells de guerra estan ara dissenyats per maniobrar i posar-se en una millor posició abans de rebre el seu atac.

## Ús en combat
El primer ús en combat d'un vaixell llançamíssils va ser el 20 d'octubre de 1967 durant la Guerra de Desgast entre la Lliga Àrab i Israel. L'atac el portà a terme una llanxa egípcia de la classe Komar, construïda per l'URSS, que va disparar quatre míssils SS-N-2 Styx contra el destructor israelià Elat que s'enfonsà amb 47 morts.
Les primeres batalles navals entre vaixells llançamíssils va tenir lloc entre unitats de l'armada israeliana (fent servir els míssils Gabriel), i vaixells sirians i egipcis, durant l'octubre de 1973 en el context de la Guerra del Yom Kippur. El primer d'aquests enfrontaments es coneix com la batalla de Latakia. En aquestes batalles, aproximadament cinquanta míssils Gabriel i un nombre semblant de míssils SS-N-2 Styx van ser llançats, donant com a resultat l'enfonsament de set naus sirianes i egípcies.
Cal recordar que com a llançamíssils, es denomina a qualsevol vaixell portador de míssils, de manera que és possible denominar "fragata llançamíssils", el "destructor llançamíssils" o el "creuer llançamíssils ".